# Lee Jun-ho (ca sĩ)
Đây là một tên người Triều Tiên, họ là Lee.
Lee Jun-ho (Hangul: 이준호, Hanja: 李俊昊, Hán-Việt: Lý Tuấn Hạo, sinh ngày 25 tháng 1 năm 1990), thường được biết đến với nghệ danh Junho, là một ca sĩ, diễn viên người Hàn Quốc, thành viên của nhóm nhạc Hàn Quốc 2PM (투피엠). Vị trí của anh trong nhóm là hát chính, nhảy chính. Trong album phòng thu thứ hai của 2PM Hands Up Junho lần đầu cho thấy khả năng sáng tác của anh khi ca khúc "Give it to me" có mặt trong album đó. Anh còn là diễn viên, được biết đến rộng rãi hơn qua bộ phim Chief Kim. Năm 2021, Lee Junho vươn mình trở thành ngôi sao hàng đầu qua bộ phim truyền hình nổi tiếng The Red Sleeve Cuff nhờ vai diễn Thế tôn Lee San (tức Triều Tiên Chính Tổ Đại vương sau này).

## Trước khi ra mắt
Năm 2006, Junho chiến thắng cuộc thi Super Star Survivor sau khi vượt qua hơn 6000 thí sinh tham gia. Junho cũng đã ký hợp đồng với JYP Entertainment (cùng với Taecyeon và Chansung - các thành viên của 2PM sau này)

## Sự nghiệp âm nhạc
Năm 2008, Junho tham gia vào một chương trình của đài Mnet có tên là Hot Blood Men quay lại quá trình đào tạo khắc nghiệt để chọn ra trong 13 thực tập sinh sẽ trở thành thành viên của nhóm nhạc "One Day" (chia thành hai nhóm nhỏ là 2AM và 2PM, Junho trở thành thành viên của 2PM.
Sáu tháng sau khi Hot Blood được phát sóng, 2PM chính thức ra mắt với màn trình diễn đầu tiên "10점 만점에 10점" ("10 Points out of 10 Points") trong mini album EP Hottest Time of the Day, Nhưng đến khi mini album thứ hai là 2:00PM Time For Change được phát hành, 2PM đã khẳng định được vị trí của họ trong nền công nghiệp giải trí Hàn Quốc, với những màn biểu diễn tuyệt vời cho ca khúc Again & Again, 2PM đã có bứt phá mạnh mẽ trên các bảng xếp hạng âm nhạc xứ Hàn. Junho bắt đầu cho thấy khả năng sáng tác khi ca khúc "Give it to me" của anh được đưa vào album phòng thu thứ hai của 2PM là Hands Up.
Ngày 16 tháng 2 năm 2010, Trong chương trình "Strong Heart" Junho đã kể về quá trình trước khi ra mắt cùng 2PM.
Tháng Ba năm 2010, Junho trở lại với chương trình truyền hình thể thao "Let’s Go Dream Team Season 2" với tư cách là một thành viên thường trực.
Trong chương trình "Bouquet" nhân dịp năm mới của đài MBC, Junho đã cho thấy khả năng chơi đàn ghi-ta với màn biểu diễn "Ain’t No Sunshine" – nhạc phim "Nothing Hill"
Năm 2011, Junho đã thể hiện khả năng sáng tác với ca khúc "Give it to me". Ngày 21 tháng 7 2PM phát hành video cho "Give it to me" trên trang Youtube chính thức của họ  và ca khúc này được sử dụng làm nhạc nền cho bộ phim hành động kinh dị "Blind" do Kim Ha-Neul và Yoo Seung-Ho thủ vai chính. Tất nhiên, "Give it to me" cũng có mặt trong album Hands Up.
Trong chuyến lưu diễn "Hands Up Asia Tour" của 2PM, Junho đã có màn trình diễn cùng thành viên Wooyoung trong ca khúac "Move On" tạo hiệu ứng rất tốt, bài hát cũng là một phần trong album "Best of Korea" của 2PM, sau đó bài hát được phát hành dạng nhạc chuông trên trang web kỹ thuật số lớn nhất Nhật Bản "Rekochoku", không lâu sau khi phát hành, bài hát đã đạt vị trí đầu tiên trên bảng xếp hạng này, thể hiện sự bứt phá của 2PM ở Nhật. '
Junho đã được chọn tham gia chương trình "Music and Lyric" với nữ diễn viên Kim So-eun
Junho cũng đã hợp tác với Vanness Wu trong bài hát "Undefeated" làm nhạc phim của bộ phim Đài Loan "Tiamo Chocolate". Ca khúc cũng đã đứng đầu trên các bảng xếp hạng sau khi phát hành.

## Cá nhân
Junho đã tốt nghiệp Trường Đại Học Howon chuyên ngành diễn xuất.
Điểm nổi trội của Junho là hát, beatbox, nhào lộn và nhảy..
Junho thuộc nhóm máu A, người phụ nữ lý tưởng của anh là người biết yêu thương và chăm sóc trẻ con. 
Junho có nhiều biệt danh khác nhau nhưng phổ biến nhất là Hwang – jae (Hoàng đế) do việc quá nghiêm túc của anh, một biệt danh khác cũng rất phổ biến là Nuneo. Junho và Jun.K được gọi là Jun Brothers trong 2PM
Vì có khuôn mặt nhìn khá giống nhau nên anh thường được so sánh với ca sĩ Rain
Trong tập phát sóng ngày 14 tháng 5 trong chương trình We got married của đài MBC, Nichkhun đã tiết lộ Junho có người anh em họ là một vận động viên bóng chày chuyên nghiệp Kim Woo Sun.
Junho cũng được biết đến là một người rất yêu động vật và có nhiều hoạt động vì động vật. Lee Hyori đã khen ngợi Junho và người hâm mộ của anh vì những đóng góp cho Hội bảo vệ động vật. Cô chia sẻ trên Twitter rằng "Tôi đã rất cảm động khi nghe rằng Junho của 2PM và fan của cậu ấy đã lần thứ hai ủng hộ cho hội bảo vệ động vật. Cậu ấy vẫn còn trẻ và tôi biết rằng cậu ấy có thể làm được nhiều hơn thế, nhưng tôi tự hào rằng cậu ấy đã dùng sự nổi tiếng đó và biến nó trở thành anh hùng."
Ngày 15 tháng 2, Tổ chức nhân đạo World Vision cho biết rằng họ đã phát động "Dự án Chia sẻ Toàn cầu" (Global Share Project), phối hợp với EBS. Junho đã được chọn là người đầu tiên đi tình nguyện với dự án này, anh đã bỏ qua kỳ nghỉ đầu tiên của mình trong bốn năm kể từ khi ra mắt và chọn việc đi đến Ethiopia. Anh đã trải qua một khoảng thời gian đáng quý với người dân địa phương, cùng họ ca hát và nhảy múa. Junho đã gặp gỡ với các bệnh nhân bệnh phù chân voi - một dạng hiếm của bệnh về da. Junho cũng được gặp đứa trẻ mà anh đã bí mật giúp đỡ những năm qua ở Ethiopia là cậu bé Falmeta.

### Hoạt động một mình
Junho ra mắt với tư cách là một ca sĩ solo ở Nhật Bản vào năm 2013 với mini album solo đầu tiên của anh ấy, Kimi no Koe , mà anh ấy đã sản xuất, sáng tác và viết tất cả các bài hát.  Album No. 1 trong bảng xếp hạng Tower Records ′ và No. 3 trên bảng xếp hạng hàng ngày của Oricon.  Vào ngày 9 tháng 7, Junho bắt đầu chuyến lưu diễn solo đầu tiên của mình, Junho 1st Solo Tour Kimi no Koe , kết thúc vào ngày 29 tháng 8 tại Tokyo. 
Vào ngày 9 tháng 7 năm 2014, Junho phát hành mini-album tiếng Nhật thứ hai do anh tự sáng tác, FEEL .  FEEL đứng đầu bảng xếp hạng album hàng ngày của Oricon vào ngày phát hành.  Từ ngày 3 tháng 7 đến ngày 13 tháng 8, Junho bắt đầu chuyến lưu diễn solo thứ hai của mình tại Nhật Bản mang tên Junho Solo Tour 2014 - Feel đi đến năm thành phố khác nhau của Nhật Bản. 
Vào ngày 15 tháng 7 năm 2015, Junho phát hành mini-album tiếng Nhật thứ ba của mình, SO GOOD . Album đứng thứ ba trong bảng xếp hạng âm nhạc hàng tuần của Oricon, và bán được hơn 40.000 album trong tuần đầu tiên.  Anh ấy bắt đầu chuyến lưu diễn Nhật Bản năm 2015 của mình Đêm qua tại bảy thành phố, bắt đầu vào ngày 7 tháng 7. 
Vào tháng 9, anh đã phát hành album đầu tiên của mình tại Hàn Quốc, một album tổng hợp đặc biệt mang tên One .  Album bao gồm phiên bản tiếng Hàn của 11 bài hát tiếng Nhật tự sáng tác đã được phát hành trong quá khứ.  Anh kết thúc buổi hòa nhạc solo "Last Night" tại Seoul, được tổ chức tại Hội trường Olympic ở Olympic Park, Seoul, từ ngày 19–20 tháng 9. 
Năm 2016, Junho phát hành mini-album tiếng Nhật thứ tư, DSMN . Album đứng đầu Bảng xếp hạng hàng ngày của Oricon và cũng là bảng xếp hạng doanh số hàng ngày tại Tower Records.  Hơn nữa, đĩa đơn "DSMN" phát hành trước cũng rất phổ biến trên trang web nhạc chuông của Nhật Bản.  Anh ấy bắt đầu chuyến lưu diễn Nhật Bản lần thứ tư Hyper kết thúc với 20.000 khán giả ở Tokyo vào ngày 25 tháng 8.  Vào ngày 3 và 4 tháng 12, Junho đã tổ chức buổi hòa nhạc Encore đặc biệt "LAST HYPER NIGHT" tại Nippon Budokan. Đối với buổi hòa nhạc ngày 4 tháng 12, đã có một sự kiện xem trực tiếp trên khắp Nhật Bản. 
Năm 2017, Junho phát hành mini-album tiếng Nhật thứ năm 2017 S / S tại Nhật Bản.  Album đạt được những kỷ lục tốt nhất cho Junho cho đến nay, đạt vị trí thứ hai trên bảng xếp hạng âm nhạc hàng tuần của Oricon.  Từ tháng 7 đến tháng 8, Junho bắt đầu chuyến lưu diễn Nhật Bản lần thứ năm 2017 S / S. 
Cùng năm đó, mini-album tiếng Hàn đầu tiên Canvas của anh ấy được phát hành, đánh dấu sự ra mắt chính thức của anh ấy trong ngành công nghiệp âm nhạc Hàn Quốc với tư cách là một nghệ sĩ solo. 
Vào tháng 1 năm 2018, Junho đã phát hành đĩa đơn "Winter Sleep" bằng cả tiếng Hàn và tiếng Nhật.  Bắt đầu từ ngày 20 tháng 1 đến ngày 24 tháng 2, Junho bắt đầu chuyến lưu diễn mùa đông solo đầu tiên của mình tại Nhật Bản, Chuyến lưu diễn đặc biệt mùa đông “冬 の 少年” bao gồm chín điểm dừng tại năm thành phố. 
Vào ngày 11 tháng 7 năm 2018, Junho đã phát hành mini album tiếng Nhật thứ bảy là Imagination (Souzou). Trên bảng xếp hạng album hàng ngày của công ty theo dõi thống kê âm nhạc lớn nhất Nhật Bản Oricon vào ngày 10 tháng 7, mini album đã chiếm vị trí số 1 với doanh số ước tính là 27.270 đơn vị.  Chuyến lưu diễn solo mùa hè "Flashlight" của anh ấy bắt đầu vào cuối tháng 6 và tiếp tục cho đến đầu tháng 9, với mười ba điểm dừng tại năm thành phố ở Nhật Bản. 
Vào ngày 5 tháng 12 cùng năm, Junho phát hành một album tổng hợp tiếng Nhật 'Junho the Best', bao gồm 16 bài hát.  Từ ngày 6 đến ngày 8 tháng 12, Junho tổ chức Buổi hòa nhạc cuối cùng "JUNHO THE BEST" tại Nippon Budokan. 
Vào tháng 1 năm 2019, Junho đã phát hành album tổng hợp tiếng Hàn thứ hai của mình mang tên Two .  Lee sẽ tổ chức chuỗi concert cá nhân mang tên “Junho the Best in Seoul” vào tháng 3

## Các hoạt động khác
Năm 2012, Junho được bổ nhiệm làm đại sứ danh dự của Chương trình Nạn đói 24h do Tổ chức Tầm nhìn Thế giới tổ chức . 
Cùng năm, cùng với các thành viên 2PM , Junho tham gia chương trình God of Victory của đài MBC , nơi họ đọ sức với các thành viên của Shinhwa . Junho đã giành chiến thắng trong phân đoạn "Đập đũa bằng mông", vì anh ấy có thể bẻ gãy 28 cặp đũa bằng đầu phía sau của mình trong vòng chưa đầy 15 giây. 
Vào năm 2013, chương trình tạp kỹ solo của Junho có tựa đề 2PM Junho's SAY YES -Friendship- được phát sóng trên Tokyo MX . Chương trình có cảnh Junho đi du lịch khắp các địa điểm khác nhau ở Nhật Bản để kết bạn cùng với những người nổi tiếng được mời của Nhật Bản. 
Vào ngày 30 tháng 5 năm 2019, Junho bắt đầu thực hiện nghĩa vụ quân sự với tư cách là một nhân viên phục vụ công ích. Do chấn thương vai nghiêm trọng mà anh ấy phải chịu vào năm 2010 trong khi luyện tập nhào lộn và anh ấy đã trải qua một cuộc phẫu thuật lớn vào năm 2012, anh ấy được đánh giá là không đủ khả năng cho nghĩa vụ tại ngũ.  Junho xuất ngũ vào ngày 20 tháng 3 năm 2021

## Danh sách đĩa nhạc
Ngoài những album cùng phát hành với 2PM, Lee Junho còn phát hành những album solo ở cả Nhật Bản và Hàn Quốc.
| Album phòng thu Hàn                                                |                                                                 |                                                    |                     |
| Tên Album/ Mini album/ Single                                      | Danh sách bài hát                                               | Sáng tác                                           | Thời gian phát hành |
| 1. One (Special Album để chuẩn bị cho concert Last Night in Seoul) | Fire                                                            | Lee Junho, Hong Jisang                             | 14/09/2015          |
| 1. One (Special Album để chuẩn bị cho concert Last Night in Seoul) | SO GOOD                                                         | Lee Junho, Hong Jisang                             | 14/09/2015          |
| 1. One (Special Album để chuẩn bị cho concert Last Night in Seoul) | Don’t tease me                                                  | Lee Junho, Hong Jisang                             | 14/09/2015          |
| 1. One (Special Album để chuẩn bị cho concert Last Night in Seoul) | Closed eyes                                                     | Lee Junho, Hong Jisang                             | 14/09/2015          |
| 1. One (Special Album để chuẩn bị cho concert Last Night in Seoul) | Like a star                                                     | Lee Junho, Hong Jisang                             | 14/09/2015          |
| 1. One (Special Album để chuẩn bị cho concert Last Night in Seoul) | INSANE                                                          | Lee Junho, Hong Jisang                             | 14/09/2015          |
| 1. One (Special Album để chuẩn bị cho concert Last Night in Seoul) | Pressure                                                        | Lee Junho, Hong Jisang                             | 14/09/2015          |
| 1. One (Special Album để chuẩn bị cho concert Last Night in Seoul) | Believe                                                         | Lee Junho, Hong Jisang                             | 14/09/2015          |
| 1. One (Special Album để chuẩn bị cho concert Last Night in Seoul) | Crush                                                           | Lee Junho, Hong Jisang                             | 14/09/2015          |
| 1. One (Special Album để chuẩn bị cho concert Last Night in Seoul) | Good Life 4 Me                                                  | Lee Junho, Hong Jisang                             | 14/09/2015          |
| 1. One (Special Album để chuẩn bị cho concert Last Night in Seoul) | Don’t go home                                                   | Lee Junho, Sim Eunjee                              | 14/09/2015          |
| 2. Canvas (1st album)                                              | CANVAS                                                          | Lee Junho, Hong Jisang                             | 11/09/2017          |
| 2. Canvas (1st album)                                              | Fine                                                            | Lee Junho, Hong Jisang                             | 11/09/2017          |
| 2. Canvas (1st album)                                              | Instant love                                                    | Lee Junho, Hong Jisang                             | 11/09/2017          |
| 2. Canvas (1st album)                                              | Nobody Else                                                     | Lee Junho, Hong Jisang                             | 11/09/2017          |
| 2. Canvas (1st album)                                              | WOW (CD ONLY)                                                   | Lee Junho, Hong Jisang                             | 11/09/2017          |
| 2. Canvas (1st album)                                              | Run to you (CD ONLY)                                            | Lee Junho, Hong Jisang                             | 11/09/2017          |
| 2. Canvas (1st album)                                              | Bye bye (Junho ft. Cheeze)                                      | Lee Junho, Hong Jisang                             | 11/09/2017          |
| 3. Winter Sleep (Singel)                                           | Winter Sleep (Korea Ver.)                                       | Lee Junho, Hong Jisang                             | 25/01/2018          |
| 4. TWO (2nd album)                                                 | Souzou/Imagination/ Fancy (Korea Ver.)                          | Junho, FRANTS                                      | 25/01/2019          |
| 4. TWO (2nd album)                                                 | FLASHLIGHT (Korea Ver.)                                         | Lee Junho, Hong Jisang                             | 25/01/2019          |
| 4. TWO (2nd album)                                                 | DSMN (Korea Ver.)                                               | Lee Junho, Hong Jisang                             | 25/01/2019          |
| 4. TWO (2nd album)                                                 | Too late to tell/ So sorry (Korea Ver.)                         | Lee Junho, Woo Min Lee "collapsedone"              | 25/01/2019          |
| 4. TWO (2nd album)                                                 | Airplane (Korea Ver.)                                           | Lee Junho, Hong Jisang                             | 25/01/2019          |
| 4. TWO (2nd album)                                                 | On your mind                                                    | Lee Junho, Hong Jisang                             | 25/01/2019          |
| 4. TWO (2nd album)                                                 | Saigo ni/ In the end (Korea Ver.)                               | Lee Junho, Hong Jisang                             | 25/01/2019          |
| 4. TWO (2nd album)                                                 | Ride up (Korea Ver.)                                            | Lee Junho, Hong Jisang                             | 25/01/2019          |
| 4. TWO (2nd album)                                                 | CANVAS                                                          | Lee Junho, Hong Jisang                             | 25/01/2019          |
| 4. TWO (2nd album)                                                 | Fine                                                            | Lee Junho, Hong Jisang                             | 25/01/2019          |
| 4. TWO (2nd album)                                                 | Winter Sleep                                                    | Lee Junho, Hong Jisang                             | 25/01/2019          |
| 4. TWO (2nd album)                                                 | Next to you (Korea Ver.)                                        | Lee Junho, Hong Jisang                             | 25/01/2019          |
|                                                                    | Album phòng thu Nhật                                            |                                                    |                     |
| Tên Album                                                          | Danh sách bài hát                                               | Sáng tác                                           | Thời gian phát hành |
| 1. Kimi no Koe                                                     | I love you                                                      | Lee Junho, Hong Jisang                             | 24/07/2013          |
| 1. Kimi no Koe                                                     | I’m in love (Japanese Version)                                  | Lee Junho, Hong Jisang                             | 24/07/2013          |
| 1. Kimi no Koe                                                     | Like a star                                                     | Lee Junho, Hong Jisang                             | 24/07/2013          |
| 1. Kimi no Koe                                                     | Kimino Koe                                                      | Lee Junho, Hong Jisang                             | 24/07/2013          |
| 1. Kimi no Koe                                                     | Goodbye                                                         | Lee Junho                                          | 24/07/2013          |
| 1. Kimi no Koe                                                     | Close your eyes/ Mewo Tojite                                    | Lee Junho, Hong Jisang                             | 24/07/2013          |
| 1. Kimi no Koe                                                     | Heartbreaker                                                    | Lee Junho, Woo Min Lee "collapsedone"              | 24/07/2013          |
| 2. FEEL                                                            | FEEL (Korean Ver.)                                              | Lee Junho, Hong Jisang                             | 09/07/2014          |
| 2. FEEL                                                            | Dangerous (Korean Ver.)                                         | Lee Junho, Hong Jisang                             | 09/07/2014          |
| 2. FEEL                                                            | HEY YOU (Korean Ver.)                                           | Lee Junho, Hong Jisang, Woo Min Lee "collapsedone" | 09/07/2014          |
| 2. FEEL                                                            | Can’t let you go                                                | Lee Junho, Hong Jisang                             | 09/07/2014          |
| 2. FEEL                                                            | FEEL                                                            | Lee Junho, Hong Jisang                             | 09/07/2014          |
| 2. FEEL                                                            | Dangerous                                                       | Lee Junho, Hong Jisang                             | 09/07/2014          |
| 2. FEEL                                                            | Always (Zutto)                                                  | Lee Junho, Woo Min Lee "collapsedone"              | 09/07/2014          |
| 2. FEEL                                                            | Ikanaide No No No                                               | Lee Junho, Sim Eunjee                              | 09/07/2014          |
| 2. FEEL                                                            | Turn it up                                                      | Lee Junho, Hong Jisang                             | 09/07/2014          |
| 2. FEEL                                                            | You & me                                                        | Lee Junho                                          | 09/07/2014          |
| 2. FEEL                                                            | Next to you                                                     | Lee Junho, Hong Jisang                             | 09/07/2014          |
| 3. SO GOOD                                                         | Believe                                                         | Lee Junho, Hong Jisang                             | 15/07/2015          |
| 3. SO GOOD                                                         | SO GOOD                                                         | Lee Junho, Hong Jisang                             | 15/07/2015          |
| 3. SO GOOD                                                         | Fire                                                            | Lee Junho, Hong Jisang                             | 15/07/2015          |
| 3. SO GOOD                                                         | Pressure                                                        | Lee Junho, Hong Jisang                             | 15/07/2015          |
| 3. SO GOOD                                                         | INSANE                                                          | Lee Junho, Hong Jisang                             | 15/07/2015          |
| 3. SO GOOD                                                         | THE LAST NIGHT                                                  | Lee Junho, Hong Jisang                             | 15/07/2015          |
| 3. SO GOOD                                                         | Don’t tease me                                                  | Lee Junho, Hong Jisang                             | 15/07/2015          |
| 3. SO GOOD                                                         | Good Life                                                       | Lee Junho, Hong Jisang                             | 15/07/2015          |
| 4. ONE ~ JAPAN SPECIAL EDITION~                                    | Fire (Korean Ver.)                                              | Lee Junho, Hong Jisang                             | 30/09/2015          |
| 4. ONE ~ JAPAN SPECIAL EDITION~                                    | SO GOOD (Korean Ver.)                                           | Lee Junho, Hong Jisang                             | 30/09/2015          |
| 4. ONE ~ JAPAN SPECIAL EDITION~                                    | Don’t tease me (Korean Ver.)                                    | Lee Junho, Hong Jisang                             | 30/09/2015          |
| 4. ONE ~ JAPAN SPECIAL EDITION~                                    | Ikanaide No No No (Korean Ver.)                                 | Lee Junho, Sim Eunjee                              | 30/09/2015          |
| 4. ONE ~ JAPAN SPECIAL EDITION~                                    | Close your eyes/ Mewo Tojite (Korean Ver.)                      | Lee Junho, Hong Jisang                             | 30/09/2015          |
| 4. ONE ~ JAPAN SPECIAL EDITION~                                    | Like a star (Korean Ver.)                                       | Lee Junho, Hong Jisang                             | 30/09/2015          |
| 4. ONE ~ JAPAN SPECIAL EDITION~                                    | INSANE (Korean Ver.)                                            | Lee Junho, Hong Jisang                             | 30/09/2015          |
| 4. ONE ~ JAPAN SPECIAL EDITION~                                    | Pressure (Korean Ver.)                                          | Lee Junho, Hong Jisang                             | 30/09/2015          |
| 4. ONE ~ JAPAN SPECIAL EDITION~                                    | Believe (Korean Ver.)                                           | Lee Junho, Hong Jisang                             | 30/09/2015          |
| 4. ONE ~ JAPAN SPECIAL EDITION~                                    | Crush (Korean Ver.)                                             | Lee Junho, Hong Jisang                             | 30/09/2015          |
| 4. ONE ~ JAPAN SPECIAL EDITION~                                    | Good Life 4 Me                                                  | Lee Junho, Hong Jisang                             | 30/09/2015          |
| 4. ONE ~ JAPAN SPECIAL EDITION~                                    | Nobody Else                                                     | Lee Junho, Hong Jisang                             | 30/09/2015          |
| 5. DSMN                                                            | HYPER (Junho ft. Jun K from 2PM)                                | Lee Junho, Woo Min Lee "collapsedone"              | 20/07/2016          |
| 5. DSMN                                                            | DSMN                                                            | Lee Junho, Hong Jisang                             | 20/07/2016          |
| 5. DSMN                                                            | ON YOUR MIND                                                    | Lee Junho, Hong Jisang                             | 20/07/2016          |
| 5. DSMN                                                            | YES                                                             | Lee Junho, Sim Eunjee                              | 20/07/2016          |
| 5. DSMN                                                            | Run to you                                                      | Lee Junho, Hong Jisang                             | 20/07/2016          |
| 5. DSMN                                                            | Instant love                                                    | Lee Junho, Hong Jisang                             | 20/07/2016          |
| 5. DSMN                                                            | Roller coaster                                                  | Lee Junho                                          | 20/07/2016          |
| 5. DSMN                                                            | Insomnia                                                        | Lee Junho, Woo Min Lee "collapsedone"              | 20/07/2016          |
| 5. DSMN                                                            | Saigo ni (In the end)                                           | Lee Junho, Hong Jisang                             | 20/07/2016          |
| 6. <2017 S/S>                                                      | Ice Cream                                                       | Lee Junho, Hong Jisang                             | 26/07/2017          |
| 6. <2017 S/S>                                                      | Candy (Feat. SANA of TWICE)                                     | Lee Junho, Hong Jisang                             | 26/07/2017          |
| 6. <2017 S/S>                                                      | Diamond                                                         | Lee Junho, Woo Min Lee "collapsedone"              | 26/07/2017          |
| 6. <2017 S/S>                                                      | Canvas                                                          | Lee Junho, Hong Jisang                             | 26/07/2017          |
| 6. <2017 S/S>                                                      | Fine                                                            | Lee Junho, Hong Jisang                             | 26/07/2017          |
| 6. <2017 S/S>                                                      | Wow- Junho Ver.                                                 | Lee Junho, Hong Jisang                             | 26/07/2017          |
| 6. <2017 S/S>                                                      | Ice Cream Remix                                                 | Lee Junho, Hong Jisang                             | 26/07/2017          |
| 6. <2017 S/S>                                                      | Mata aeru hi (Can we meet again?)                               | Lee Junho, Woo Min Lee "collapsedone"              | 26/07/2017          |
| 7. Winter Sleep                                                    | Winter Sleep                                                    | Lee Junho, Hong Jisang                             | 25/01/2018          |
| 7. Winter Sleep                                                    | Air Plane                                                       | Lee Junho, Hong Jisang                             | 25/01/2018          |
| 7. Winter Sleep                                                    | Too Late to tell                                                | Lee Junho, Woo Min Lee "collapsedone"              | 25/01/2018          |
| 7. Winter Sleep                                                    | FROZEN HEART                                                    | Lee Junho, Hong Jisang                             | 25/01/2018          |
| 7. Winter Sleep                                                    | TORSO                                                           | Lee Junho                                          | 25/01/2018          |
| 7. Winter Sleep                                                    | 365 Winter Party ver.                                           | Lee Junho, Hong Jisang                             | 25/01/2018          |
| 7. Winter Sleep                                                    | The Time We Have Spent Together/ Issyoni Sugoshita (Junho ver.) | Lee Junho, Hong Jisang                             | 25/01/2018          |
| 7. Winter Sleep                                                    | Winter Sleep (Snowy Night ver.)                                 | Lee Junho, Hong Jisang                             | 25/01/2018          |
| 8. Souzou/ Imagine                                                 | Imagine (Souzou)                                                | Junho, FRANTS                                      | 11/07/2018          |
| 8. Souzou/ Imagine                                                 | FLASHLIGHT                                                      | Lee Junho, Hong Jisang                             | 11/07/2018          |
| 8. Souzou/ Imagine                                                 | Ride up                                                         | Lee Junho, Hong Jisang                             | 11/07/2018          |
| 8. Souzou/ Imagine                                                 | What you want                                                   | Lee Junho                                          | 11/07/2018          |
| 8. Souzou/ Imagine                                                 | Darling                                                         | Lee Junho, Raphael                                 | 11/07/2018          |
| 8. Souzou/ Imagine                                                 | I will forget anyway (Bye bye- Japanese ver.)                   | Lee Junho, Hong Jisang                             | 11/07/2018          |
| 8. Souzou/ Imagine                                                 | All day                                                         | Lee Junho                                          | 11/07/2018          |
| 8. Souzou/ Imagine                                                 | Beyond Time/ Across Time                                        | Lee Junho, TOYO                                    | 11/07/2018          |
| 8. Souzou/ Imagine                                                 | Imagine (Souzou) (Night ver.)                                   | Junho, FRANTS                                      | 11/07/2018          |

Nhạc phim
| Năm  | Tên bài hát          | Tên phim                                  | Ca sĩ                             | Nhà sản xuất          |
| 2012 | Sad Love             | Feast of the God                          | Lee Jung                          | Lee Junho, Sim Eunjee |
| 2012 | Unbeatable           | Tiamo Chocolate (Phim Đài Loan)           | Junho (2PM) ft. Ngô Kiến Hào      |                       |
| 2013 | Path towards you     | Đặc vụ cấp 7- 7th Grade Civil Servant     | Junho ft. Taecyeon from 2PM       |                       |
| 2014 | You’re the right one | Love is back (Chinese drama)              | Junho (2PM) ft. Qi Wei (Thích Vy) |                       |
| 2015 | Cupid’s arrow        | Twenty OST part 1                         | Junho (2PM) ft. Lee Yu-bi         |                       |
| 2018 | True Love            | Just between lovers OST part 6            | Junho (2PM)                       | EL MUSIC STUDIO       |
| 2019 | Nothing but you      | Roses and Tulips (Phim điện ảnh Nhật Bản) | Junho (2PM)                       |                       |

Đóng góp của Junho trong album của 2PM
|              | Tên Album/ Singels                          | Tên Bài hát                                              | Viết lời                                                 | Viết nhạc                                                | Thời gian phát hành |
| Tại Hàn Quốc | 1. Hands up                                 | Give it to me                                            | Junho (2PM)                                              | Hong Ji Sang                                             | 20/06/2011          |
| Tại Hàn Quốc | 2. 2PM Member’s Selection                   | Move on                                                  | Hong Ji Sang, Lee Junho                                  | Hong Ji Sang, Lee Junho                                  | 21/05/2012          |
| Tại Hàn Quốc | 3. Grown                                    | Zero Point                                               | Hong Ji Sang, Lee Junho                                  | Hong Ji Sang, Lee Junho                                  | 06/05/2013          |
| Tại Hàn Quốc | 3. Grown                                    | Go Back                                                  | Hong Ji Sang, Lee Junho (Taecyeon a.k.a TY viết lời rap) | Hong Ji Sang, Lee Junho (Taecyeon a.k.a TY viết lời rap) | 06/05/2013          |
| Tại Hàn Quốc | 3. Grown                                    | Love Song                                                | Hong Ji Sang, Lee Junho                                  | Hong Ji Sang, Lee Junho                                  | 06/05/2013          |
| Tại Hàn Quốc | 4. Grown (Grand Edition CD 2)               | Just a feeling                                           | Lee Junho                                                | Lee Junho                                                | 06/05/2013          |
| Tại Hàn Quốc | 4. Grown (Grand Edition CD 2)               | I’m in love                                              | Lee Junho, Hong Jisang                                   | Lee Junho, Hong Jisang                                   | 06/05/2013          |
| Tại Hàn Quốc | 5. Go Crazy (Grand Edition CD2)             | Love is true                                             | Nichkhun (2PM) Lee Junho (2PM)                           | Lee Junho (2PM)                                          | 29/09/2014          |
| Tại Hàn Quốc | 6. No. 5                                    | Nobody Else                                              | Lee Junho                                                | Lee Junho, Hong Ji Sang                                  | 15/06/2015          |
| Tại Nhật Bản | 7. Beautiful                                | Kimi ga Ireba/ If you are here                           | Lee Junho, Hong Jisang                                   | Lee Junho, Hong Jisang                                   | 06/06/2012          |
| Tại Nhật Bản | 8. Masquerade                               | Forever                                                  | Lee Junho, Hong Jisang                                   | Lee Junho, Hong Jisang                                   | 08/07/2012          |
| Tại Nhật Bản | 9. Legend of 2PM                            | This is Love                                             | Lee Junho, Mai Watarai, Michael Yano                     | Lee Junho, Hong Ji Sang                                  | 18/02/2013          |
| Tại Nhật Bản | 9. Legend of 2PM                            | Kimi ga Ireba/ If you are here                           | Lee Junho, Hong Jisang                                   | Lee Junho, Hong Jisang                                   | 18/02/2013          |
| Tại Nhật Bản | 9. Legend of 2PM                            | Forever                                                  | Lee Junho, Shin Bong- won, Mai Watarai                   | Lee Junho, Shin Bong- won                                | 18/02/2013          |
| Tại Nhật Bản | 10. Legend of 2PM (Limited Edition B)       | SAY YES                                                  | Junho, Hong Jisang                                       | Junho, Hong Jisang                                       | 18/02/2013          |
| Tại Nhật Bản | 11. Genesis of 2PM                          | I Want You                                               | Lee Junho, Hong Ji Sang, Risa Horie, Michael Yano        | Lee Junho, Hong Ji Sang                                  | 29/01/2014          |
| Tại Nhật Bản | 12. Genesis of 2PM (Limited Edition B CD2)  | HEY YOU                                                  | Lee Junho, Hong Jisang, Woo Min Lee "collapsedone"       | Lee Junho, Hong Jisang, Woo Min Lee "collapsedone"       | 29/01/2014          |
| Tại Nhật Bản | 13. Guilty Love                             | 365                                                      | Lee Junho, Hong Ji Sang                                  | Lee Junho, Hong Ji Sang                                  | 28/01/2015          |
| Tại Nhật Bản | 14. 2PM OF 2PM                              | 365                                                      | Lee Junho, Hong Ji Sang                                  | Lee Junho, Hong Ji Sang                                  | 20/05/2015          |
| Tại Nhật Bản | 14. 2PM OF 2PM                              | Burning Love                                             | Lee Junho, Hong Ji Sang                                  | Lee Junho, Hong Ji Sang                                  | 20/05/2015          |
| Tại Nhật Bản | 14. 2PM OF 2PM                              | Everybody                                                | Lee Junho                                                | Lee Junho                                                | 20/05/2015          |
| Tại Nhật Bản | 15. 2PM OF 2PM (Limited Edition B CD2)      | CRUSH                                                    | Lee Junho, Hong Jisang, Woo Min Lee "collapsedone"       | Lee Junho, Hong Jisang, Woo Min Lee "collapsedone"       | 20/05/2015          |
| Tại Nhật Bản | 16. HIGHER                                  | Chikai No Christmas                                      | Lee Junho, Hong Ji Sang                                  | Lee Junho, Hong Ji Sang                                  | 21/10/2015          |
| Tại Nhật Bản | 17. HIGHER (Limited Edition/ Type F/ Junho) | So Many Girls                                            | Lee Junho, Kenn Kato, Ji Sang                            | Lee Junho, Ji Sang                                       | 21/10/2015          |
| Tại Nhật Bản | 18. Galaxy of 2PM                           | Set Me Free                                              | Lee Junho, Hong Ji Sang, Yu Shimoji                      | Lee Junho, Hong Ji Sang                                  | 27/04/2016          |
| Tại Nhật Bản | 18. Galaxy of 2PM                           | VERSUS                                                   | Junho, Hong Jisang                                       | Junho, Hong Jisang                                       | 27/04/2016          |
| Tại Nhật Bản | 18. Galaxy of 2PM                           | The Time We Have Spent Together/ Issyoni Sugoshita Jikan | Lee Junho, Hong Ji Sang, Natsumi, Watanabe               | Lee Junho, Hong Ji Sang                                  | 27/04/2016          |
| Tại Nhật Bản | 19. Promise (I’ll be) – Japanese Ver.       | Wow                                                      | Lee Junho, Hong Ji Sang                                  | Lee Junho, Hong Ji Sang                                  | 26/10/2016          |

## Danh sách phim

### Phim điện ảnh
| Năm  | Tên phim                       | Tên Tiếng Việt             | Vai diễn                            | Ghi chú                                     |
| 2011 | White: The Melody of the Curse | Giai điệu lời nguyền       | Music Fever Host                    | cameo                                       |
| 2013 | Cold eyes                      | Truy lùng siêu trộm        | Sóc                                 |                                             |
| 2013 | The Terror Live                | 90 phút kinh hoàng         |                                     |                                             |
| 2015 | Memories of the Sword          | Kiếm ký: Thâm thù phải trả | Yul                                 |                                             |
| 2015 | Twenty                         | Trai hai mươi              | Dong- woo                           |                                             |
| 2019 | Rose and Tulip                 | Hoa Hồng và hoa Tulip      | Junho đảm nhận 2 vai Nero và Daewon | Phim Nhật bắt đầu chiếu vào ngày 03/05/2019 |
| 2019 | Gibang Bachelor / Homme Fatale |                            | Heo Saek                            |                                             |

### Phim truyền hình
| Năm  | Tên phim                                  | Tên tiếng Hàn      | Kênh phát sóng | Vai diễn                   | Ghi chú                  | Tham khảo |
| ---- | ----------------------------------------- | ------------------ | -------------- | -------------------------- | ------------------------ | --------- |
| 2016 | Memory                                    | 기억               | tvN            | Jung Jin                   | Phim truyền hình đầu tay |           |
| 2016 | Yêu không kiểm soát (Uncontrollably Fond) | 함부로 애틋하게    | KBS2           | Lee Jun-ho                 | Cameo (tập 4)            |           |
| 2017 | Sếp Kim đại tài (Chief Kim)               | 김과장             | KBS2           | Seo Yool                   | Vai chính                |           |
| 2017 | Dẫu mưa hay nắng (Rain or Shine)          | 그냥 사랑하는 사이 | JTBC           | Lee Kang-doo               | Vai chính                |           |
| 2018 | Chảo lửa tình yêu (Wok of love)           | 기름진 멜로        | SBS            | Seo Poong                  | Vai chính                |           |
| 2019 | Lời thú tội (Confession)                  | 자백               | tvN            | Choi Do Hyun               | Vai chính                |           |
| 2021 | Viền đỏ trên tay áo (The Red Sleeve)      | 옷소매 붉은 끝동   | MBC            | Yi San/Triều Tiên Chính Tổ | Vai chính                | [ 9 ]     |
| 2023 | Khách sạn vương giả (King the Land)       | 킹더랜드           | JTBC           | Goo Won                    | Vai chính                |           |

## Kết hợp với nghệ sĩ khác
| STT | Tên album        | Tên bài hát | Sáng tác               | Thể hiện ca khúc        | Ngày phát hành |
| 1   | 23, Male, Single | Be with you | Lee Junho, Hong Jisang | Jang Wooyoung (2PM)     | 08/07/2012     |
| 2   |                  | Hello       |                        | Illinit ft. Junho (2PM) |                |
| 3   |                  | M8          | M. Joon                | M. Joon ft. Junho (2PM) | 28/08/2015     |

## Chương trình thực tế
| Năm  | Tiêu đề                                        | Kênh           | Ghi chú                                                                                             |
| 2006 | Superstar Survival                             | SBS            | Quán quân                                                                                           |
| 2008 | Hot Blood                                      | Mnet           | |
| 2008 | Idol Army Season 3                             | MBC            | |
| 2009 | Inkigayo                                       | SBS            | |
| 2009 | 2PM Wild Bunny                                 | Mnet           | |
| 2009 | Let’s go! Dream Team Season 2                  | KBS2           | Khách mời đặc biệt KARA                                                                             |
| 2010 | Strong Heart                                   | SBS            | Ep 18, 19 với Teacyeon                                                                              |
| 2010 | Star Golden Bell                               | KBS2           | Ep.248 Với SNSD, SHINee, 2PM, 2AM                                                                   |
| 2010 | Let’s go! Dream Team Season 2                  | KBS2           | Ep 20, 21, 22, 23, 24, 25, 26, 27, 28, 29, 30, 31, 33, 37, 38, 39, 40, 43, 57, 59 (cả 2PM tham gia) |
| 2010 | Strong Heart                                   | SBS            | Với Chan Sung 17/08/2010                                                                            |
| 2010 | 1000 Song Challenge                            |                | Với Jun. K                                                                                          |
| 2010 | GALAXY Tab Taxi                                |                | Với Jun. K                                                                                          |
| 2010 | Idol Championship                              | MBC            | 25/09/2010                                                                                          |
| 2010 | Yoo Hee Yeol’s Sketchbook                      | KBS            | Ep.40 với 2PM quảng bá "Heart beat"                                                                 |
| 2010 | Sebakwi                                        |                | Với 2PM và 2AM                                                                                      |
| 2010 | Win win                                        | KBS            | Với 2PM và 2AM                                                                                      |
| 2010 | Family Outing Season 2                         | SBS            | Ep 8, 9                                                                                             |
| 2010 | Happy Together                                 | KBS2           | Với Nichkhun (Ep 147)                                                                               |
| 2010 | Happy Together                                 | KBS2           | Với 2PM                                                                                             |
| 2010 | We got married                                 | MBC            | Khuntoria (ep 3, ep 26, 30, 31, 32, 33, 36, 51, 54)                                                 |
| 2011 | Star Golden Bell season 2                      | KBS2           | Junho, Nichkhun, Chan Sung, Wooyoung                                                                |
| 2011 | Let’s go! Dream Team Season 2                  | KBS2           | Ep 91 cả 2PM tham gia, Ep.107                                                                       |
| 2011 | Idol Star Swimming and Athletics Championships | MBC            | Với 2PM                                                                                             |
| 2011 | Entertainment Weekly Star Date                 | SBS            | Với 2PM quảng bá Hands up                                                                           |
| 2011 | 2PM Show                                       | SBS            | |
| 2011 | Happy Together                                 | KBS2           | Ep.208 Với 2PM, After School                                                                        |
| 2012 | Music & Lyrics                                 | MBC            | Với Kim So-eun                                                                                      |
| 2012 | EBS Global Project Sharing                     |                | Junho in Ethiopia                                                                                   |
| 2012 | Sukira                                         | KBS Radio      | Jun. K, Junho, Wooyoung (27/07/2012)                                                                |
| 2012 | God of Victory                                 |                | 2PM với Shinhwa                                                                                     |
| 2013 | A Song For You From 2PM                        | KBS            | |
| 2013 | Let’s go! Dream Team Season 2                  | KBS2           | Với 2PM                                                                                             |
| 2013 | 2PM Returns                                    | MBC            | |
| 2013 | Yoo Hee Yeol’s Sketchbook                      | KBS            | Với 2PM quảng bá album "Grown"                                                                      |
| 2013 | Entertainment Weekly Guerilla Date             |                | Với 2PM quảng bá album "Grown"                                                                      |
| 2013 | The Human Condition (Cuộc sống không có điện)  | KBS2           | Với 2PM                                                                                             |
| 2013 | Gag Concert                                    | KBS2           | Với 2PM                                                                                             |
| 2013 | Radio Star                                     | MBC            | Ep.328 Với 2PM                                                                                      |
| 2013 | 2PM IS BACK                                    | LINE Star Chat | Với 2PM                                                                                             |
| 2013 | Cultwo                                         | SBS            | Với 2PM                                                                                             |
| 2013 | Hello Counselor/ Annyeonghaseyo                | KBS2           | Với 2PM                                                                                             |
| 2014 | Running man                                    | SBS            | Ep 151, 152                                                                                         |
| 2014 | Beatles Code Season 2                          |                | Ep 63 với Jun. K và Chansung                                                                        |
| 2014 | Những người bạn chân đất                       | SBS            | 13/07/2014 tập 13                                                                                   |
| 2014 | We got married                                 | MBC            | Wooyoung <3 Se-young (ep 1, ep 19, ep 20, ep 29)                                                    |
| 2015 | Running Man                                    | SBS            | Tập 195                                                                                             |
| 2015 | Oven radio                                     | 1TheK          | Với 2PM                                                                                             |
| 2015 | Entertanment Weekly                            | SBS            | Với 2PM                                                                                             |
| 2015 | Entertanment Weekly                            | SBS            | Twenty promo                                                                                        |
| 2015 | Cultwo                                         | SBS            | Với Kang Ha-neul, Kim Woo Bin                                                                       |
| 2015 | Cultwo                                         | SBS            | Với Kim Woo Bin và anh quản lý                                                                      |
| 2016 | Running Man                                    | SBS            | Tập 240 và 256                                                                                      |
| 2016 | Kiss the Radio                                 | KBS            | 13/09/2016, 2PM trừ Jun. K                                                                          |
| 2016 | Future Diary                                   | MBC            | Ep 7 (với Taecyeon from 2PM)                                                                        |
| 2016 | Yoo Hee Yeol Sketchbook                        | KBS2           | Cùng 2PM quảng bá Gentlemen's Game                                                                  |
| 2016 | Entertanment Weekly                            | SBS            | 26/09/2016 với 2PM                                                                                  |
| 2017 | King of Mask Singer                            | MBC            | Ep.119, 120                                                                                         |
| 2017 | Wild Beat                                      |                | 2PM đi du lịch bụi với nhau                                                                         |
| 2017 | Happy Together                                 | KBS2           | Ep 498                                                                                              |
| 2017 | Radio Star                                     | MBC            | Ep 523 tập đặc biệt các vai diễn phản diện                                                          |
| 2017 | Let’s eat together                             | JTBC           | Ep 62 với diễn viên Ahn Nae Sang                                                                    |
| 2017 | Knowing Brothers                               | JTBC           | Ep 105 với diễn viên Yoon Se Ah                                                                     |
| 2017 | I live alone                                   | MBC            | Ep. 202 với Chan Sung (2PM)                                                                         |
| 2017 | Entertanment Weekly                            | SBS            | 18/03/2017 Quảng bá phim "Good Manager"                                                             |
| 2018 | Choi Hwa- Jung’s Power Time                    | SBS            | 09/02/2018                                                                                          |
| 2018 | Night of Real Entertainment                    | SBS            | 01/05/2018 với Jang Hyuk, Jung Ryeo Won                                                             |
| 2018 | Choi Hwa- Jung’s Power Time                    | SBS            | 24/07/2018                                                                                          |
| 2021 | I live alone                                   | MBC            | Ep. 397 với Jinyoung (Got7), Ep .419                                                                |
| 2021 | MMGT                                           | Youtube        | Ep.194,195,196 (với 2PM), ep.191                                                                    |
| 2021 | Knowing Bros                                   | JTBC           | Ep. 287                                                                                             |
| 2021 | 2PM Comeback Show                              | Mnet (Youtube) | |
| 2021 | Sixth Sense mùa 2                              | tvN            | Ep.5                                                                                                |
| 2021 | Radio Star                                     | MBC            | Ep. 744,755,756                                                                                     |
| 2022 | You Quiz on the Block                          | tvN            | Ep.159                                                                                              |
| 2022 | City Fisherman 4                               |                | Ep 4                                                                                                |

## Giải thưởng và đề cử
Bài viết không đề cập đến các giải thưởng chung của anh với nhóm 2PM.
| Năm  | Giải                               | Hạng mục                                                                                  | Tên                 | Kết quả                         |
| 2015 | 52nd Grand Bell Awards             | Popularity Awards (Giải thưởng dành cho nghệ sĩ được quan tâm nhất của năm)               | Twenty              | Đề cử                           |
| 2013 | Buil Film Awards                   | Best New Actor                                                                            | Colds eyes          | Đề cử                           |
| 2016 | Japan’s 2015 Golden Disc Awards    | BEST 3 ALBUM                                                                              | SO GOOD             | Đoạt giải                       |
| 2017 | Asia Artist Awards                 | Best Celebrity (Người nổi tiếng xuất sắc nhất)                                            | Sếp Kim đại tài     |                                 |
| 2018 | KBS Drama Awards 2017              | Best Couple Award (Cặp đôi được yêu thích)                                                | Sếp Kim đại tài     | Đoạt giải cùng với Namgoong Min |
| 2018 | KBS Drama Awards 2017              | Excellence in Acting (Nam diễn viên xuất sắc, thể loại phim vừa)                          | Sếp Kim đại tài     | Đoạt giải                       |
| 2018 | Asia Artist Awards                 | Nghệ sĩ của năm (Diễn viên)                                                               | Chảo lửa tình yêu   | Đoạt giải                       |
| 2018 | Asia Artist Awards                 | Diễn viên giàu cảm xúc (Best Emotive Actor)                                               | Chảo lửa tình yêu   | Đoạt giải                       |
| 2019 | 2018 SBS Drama Award               | Top Excellence Award, Actor in a Monday–Tuesday Drama                                     | Chảo lửa tình yêu   | Đề cử                           |
| 2021 | Seoul Conference on Social Welfare | Seoul Mayor's Award (Giải thưởng của Thị trưởng Seoul)                                    |                     | Đoạt giải                       |
| 2021 | 2021 MBC Drama Awards              | Best Couple Award (Cặp đôi được yêu thích)                                                | Viền đỏ trên tay áo | Đoạt giải cùng với Lee Se-young |
| 2021 | 2021 MBC Drama Awards              | Top Excellence Award ( Nam diễn viên chính xuất sắc nhất)                                 | Viền đỏ trên tay áo | Đoạt giải                       |
| 2021 | 2021 MBC Drama Awards              | Daesang                                                                                   | Viền đỏ trên tay áo | Đề cử                           |
| 2022 | 34TH KOREA PD AWARDS               | Diễn viên tài năng                                                                        | Viền đỏ trên tay áo | Đoạt giải                       |
| 2022 | Brand Customer Loyalty Award 2022  | Nam diễn viên                                                                             | Viền đỏ trên tay áo | Đoạt giải                       |
| 2022 | THE 58TH BAEKSANG ARTS AWARDS      | Best Actor (Ngôi sao được yêu thích nhất)                                                 | Viền đỏ trên tay áo | Đoạt giải                       |
| 2022 | THE 58TH BAEKSANG ARTS AWARDS      | Nam diễn viên chính xuất sắc nhất                                                         | Viền đỏ trên tay áo | Đoạt giải                       |
| 2022 | APAN Star Awards                   | Top Excellence Award, Actor in a Miniseries (Nam diễn viên xuất sắc- hàng mục miniseries) | Viền đỏ trên tay áo | Đoạt giải                       |
| 2022 | Asia Artist Awards                 | Daesang -Actor of the year(Diễn Viên của năm)                                             | Viền đỏ trên tay áo | Đoạt giải                       |
| 2022 | Asia Artist Awards                 | Hot Trend Award                                                                           | Viền đỏ trên tay áo | Đoạt giải                       |